# Мовсесян Сергій Мушегович
Сергій Мушегович Мовсесян (вірм. Սերգեյ Մուշեղի Մովսիսյան; нар. 3 листопада, 1978, Тбілісі) — вірменський шахіст, який у своїй кар'єрі представляв також Грузію, Чехію i Словаччину. Гросмейстер від 1997 року.
Його рейтинг станом на березень 2020 року — 2649 (101-ше місце у світі, 5-те — у Вірменії).

## Шахова кар'єра
Подібно до Тиграна Петросяна, народився в Грузії у вірменській родині. У 1993 році його родина переїхала до Пардубице. У своєму доробку має 2 медалі чемпіонатів Чехії (срібну 1997 i золоту 1998), а також 2 медалі чемпіонатів Словаччини (золоту 1995 i срібну 2002). 1997 року переміг на турнірі Wichern Open у Гамбургу. Два роки по тому на чемпіонаті світу 1999 ФІДЕ, який пройшов за нокаут-системою в Лас-Вегасі, досягнув значного успіху, діставшись чвертьфіналу, у якому програв Володимирові Акопяну. У 2002 році здобув у Ханьї звання чемпіона Європи з бліцу, а також звання віце-чемпіона Європи зі швидких шахів. Поділив 2-ге місце на чемпіонаті Боснії і Герцеговини, який проходив за швейцарською системою в Неумі, а також посів 1-ше місце на сильному сіяному турнірі Босна в Сараєво (перед, зокрема, Олексієм Шировим, Іваном Соколовим, Олексієм Дрєєвим i Теймуром Раджабовим). Потім два роки підряд посідав на цьому турнірі 2-ге місце, а 2007 року вдруге переміг (перед Боркі Предоєвичем, Іваном Соколовим i Олександром Морозевичем). 2008 рік розпочав з перемоги на турнірі Корус B у Вейк-ан-Зеє, а потім здобув у Пловдиві срібну медаль чемпіонату Європи в особистому заліку. 2012 року поділив 1-ше місце (разом з Ігорем Курносовим i Едуардом Роменом) на турнірі open у Білі.
У своїй кар'єрі здобув багато перемог на турнірах зі швидких шахів, зокрема, в Дрездені i Празі (1999 року), а також у Варшаві (2004, Меморіал Станіслава Гавліковського).
Неодноразово грав за Чехію, Словаччину й Вірменію на командних змаганнях, зокрема:
- вісім разів на шахових олімпіадах (1998, 2000, 2002, 2004, 2008, 2010, 2012, 2014); медаліст: разом з командою — золотий (2012)[10],
- двічі на командних чемпіонатах світу (2011, 2013); дворазовий медаліст: разом з командою — золотий (2011), а також в особистому заліку — бронзовий (2011 — на 2-й шахівниці)[11],
- чотири рази на командних чемпіонатах Європи (1997, 1999, 2011, 2013)[12].

В липні 2008 року став першим словацьким шахістом, який здолав межу 2700 пунктів рейтингу Ело. Найвищий рейтинг в кар'єрі дотепер мав станом на 1 січня 2009 року, досягнувши 2751 посідав тоді 10-те місце в світовій класифікації ФІДЕ, водночас посідаючи 1-ше місце серед словацьких шахістів

## Особисте життя
Перебуває в шлюбі з чеською гросмайстринею, Петрою Мовсесяновою (до шлюбу — Крупкова).

## Зміни рейтингу
| На цьому місці має відображатися графік чи діаграма, однак з технічних причин його відображення наразі вимкнено. Будь ласка, не видаляйте код, який викликає це повідомлення. Розробники вже працюють для того, щоби відновити штатне функціонування цього графіка або діаграми. | |
| | На цьому місці має відображатися графік чи діаграма, однак з технічних причин його відображення наразі вимкнено. Будь ласка, не видаляйте код, який викликає це повідомлення. Розробники вже працюють для того, щоби відновити штатне функціонування цього графіка або діаграми. |